# Mehtap Teke
Mehtap Teke, née en 1982 à Charleroi, est une autrice belge d'origine kurde. 

## Biographie

### Enfance et formation
Mehtap Teke naît et grandit dans la ville de Charleroi, en Belgique,.  Son prénom veut dire « clair de lune » en perse. Elle est issue d'une famille ouvrière d’origine kurde et de confession musulmane alevie. Son père vient du Kurdistan turc,. Il arrive en Belgique après son service militaire, pour travailler comme ouvrier. Sa mère, elle, arrive enfant en Belgique avec ses parents, le pays ayant besoin de mineurs. Après avoir habité Courcelles, les parents de Mehtap Teke déménagent avec leurs quatre filles dans le centre de Charleroi où ils ouvrent une épicerie.
Mehtap Teke réalise des études de journalisme et de communication.

### Carrière
Mehtap Teke commence par travailler à l'étranger, et notamment à New York au début des années 2000 puis Tokyo et Singapour,,.
En 2021, elle publie son premier roman, Petite, je disais que je voulais me marier avec toi, aux éditions Viviane Hamy. À travers une suite de courts chapitres, la narratrice dresse le portrait de son père émigré kurde et raconte ses souvenirs, de l'Anatolie jusqu'en Belgique,. Le livre fait partie de la sélection du prix « Envoyé par La Poste » 2022 qui récompense un manuscrit adressé par courrier à un éditeur sans recommandation particulière.
En 2024 sort aux éditions Viviane Hamy Au hasard heureux, un roman sur le coup de foudre amical entre deux femmes d'une vingtaine d'années, qui traite également d'obsession et de chagrin d'amitié,. « Mehtap Teke écrit juste. Tout simplement juste. Sans fioriture, sans enjolivement inutile. Mais avec des images fortes.» écrit le journaliste du Soir, Jean-Claude Vantroyen.

### Vie privée
Elle réside à Dubaï. 

## Œuvre
- Petite, je disais que je voulais me marier avec toi (éditions Viviane Hamy), 2021
- Au hasard heureux (éditions Viviane Hamy), 2024